# Lazare Saminsky
Lazare Saminsky (russisch Лазарь Семёнович Саминский/Lasar Semjonowitsch Saminski; * 15. Oktoberjul. / 27. Oktober 1882greg. in Walegozulowo, nahe Ananjiw, Russisches Kaiserreich; † 30. Juni 1959 in Port Chester/New York) war ein russisch-jüdischer Komponist.

## Leben und Wirken
Saminsky studierte nach einem Mathematik- und Philosophiestudium von 1906 bis 1910 am Sankt Petersburger Konservatorium bei Nikolai Rimski-Korsakow, Nikolai Tscherepnin und Anatoli Ljadow. Auf Reisen durch den Kaukasus in den Jahren 1910 und 1913 erforschte er die traditionelle liturgische Musik der Juden. Er studierte dort synagogale Gesänge georgischer Juden, die er in den in der Gegend um Tiflis gelegenen Orten Kutais und Tzhenvali kennen lernte. Seine Erkenntnisse und Folgerungen für eine zeitgenössische, auf traditioneller jüdischer Musikpraxis aufbauende Kompositionsweise legte er in seinem 1934 erschienenen Buch Music of the Ghetto and the Bible nieder. Dort schreibt er:

“The Renaissance in Jewish music, a mighty current germinated at the beginning of the twentieth century and represented today by important creative forces, such as Ernest Bloch, Joseph Achron, Michael Gniéssin, Moses Milner and Alexander Krein, is no exception to the rule of  renascent craft. The direction of this Jewish musical Renaissance is a categoric and forceful return to the old Hebraic melos. The ornament of this resurrected style consists of the modal-oriental and rhythmical patterns found in the newer Jewish folksong, in its favorite melodic refrains and curves.”

Befremdlich dagegen wirkt es, dass Saminsky in selbigem Buch die Möglichkeit einer jüdischen Herkunft Richard Wagners ernsthaft in Betracht zog und in dessen Musik und Libretti Elemente jüdischer Psyche und Musik zu erkennen meinte.
Von 1915 bis 1918 war er Dirigent des Sinfonieorchesters in Tiflis und von 1917 bis 1918 Direktor am Konservatorium der Stadt. 1920 ließ er sich in New York nieder, wo er seit 1924 als Musikdirektor am Temple Emanu El wirkte.
Er komponierte vier Opern, fünf Sinfonien und ein sinfonisches Triptychon, das Orchesterstück Nach der neuen Welt, die Kantate The Daughter of Jephta, eine Suite für Violine und Orchester, sakrale Werke, Lieder und Klavierstücke.